# 特通阿
特通阿（1754年 - 1820年），勒格勒氏，蒙古镶蓝旗人，清朝政治人物。乾隆四十二年丁酉科拔贡出身。
乾隆四十八年（1783年），擔任清朝廣州府南海縣知縣。后由毛圻接任。嘉庆九年(1804年)接替景敏任漳州府知府一职，嘉庆十二年(1807年)由裘增寿接任。后任河南南阳、汝宁、彰德府知府，陕西按察使署理陕西布政使等职。
弟弟穆隆阿是嘉庆七年壬戌科进士；女儿是道光癸巳科进士廣旉的妻子。